# Aquarius Face
Aquarius Face, född 21 februari 2018 i Vomb i Skåne län, är en svensk varmblodig travhäst. Han tränas av Adrian Kolgjini. Han körs av Adrian själv eller Lutfi Kolgjini. Han är uppfödd av Lutfi Kolgjini.
Aquarius Face började tävla i juli 2020 och tog sin första seger i debuten. Han har till juni 2022 sprungit in 1,8 miljoner kronor på 26 starter varav 6 segrar, 4 andraplatser och 6 tredjeplatser. Han har aldrig varit sämre än trea i lopp där han inte har diskvalificerats för att ha galopperat. Han har tagit karriärens hittills största segrar i Europamatchen (2022) och Breeders' Crown för 2-åriga (2020). Han har även kommit på tredjeplats i Treåringseliten (2021), Europeiskt treåringschampionat (2021), Konung Gustaf V:s Pokal (2022) och Prix Readly Express (2022).
Aquarius Face är efter stall Kolgjinis tidigare stjärnhäst Mosaique Face och är dennes förstfödda avkomma som också var först med att debutera på tävlingsbanan. Han är Mosaique Faces hittills vinstrikaste avkomma. Han är halvbror med Ubiquarian Face genom att de har samma mamma Babsane Face.

## Karriär

### Tiden som unghäst
Aquarius Face debuterade på tävlingsbanan den 28 juli 2020 med att segra i ett tvååringslopp på hemmabanan Jägersro. Han var den första avkomman till Mosaique Face att starta. I karriärens tredje start, den 7 oktober 2020 på Åbytravet, segrade han med ett huvuds marginal i Breeders' Crown för 2-åriga. Segern togs på tiden 1.14,8 över 2140 meter med autostart, vilket var nytt banrekord för 2-åriga hästar över distansen.
Under det franska vintermeetinget 2020–21 gjorde Aquarius Face två starter på Vincennesbanan utanför Paris. I loppen kördes han av den svenske kusken Björn Goop, dock uteblev vinsterna då han blev diskvalificerad för galopp i båda starterna. Han gjorde sin första start på Vincennesbanan den 17 januari 2021 i Grupp 2-loppet Prix Maurice de Gheest, som är ett treåringslopp med ca 500 000 kronor i förstapris. Han gjorde sin andra start i Grupp 3-loppet Prix Léopold Verroken som gick av stapeln samma dag som Prix d'Amérique, förstapriset var ca 300 000 kronor, men även denna gång blir det en diskvalificering.
Aquarius Face var tillbaka i lopp på svensk mark den 30 mars 2021 då han årsdebuterade i Treåringstoppen på Jägersro. Han segrade direkt i comebacken och vann med fem längder före tvåan Felix Orlando. Den 13 maj 2021 på Jägersro vann Aquarius Face ett uttagningslopp till finalen av Breeders Course för 3-åriga. I loppet kördes han av Lutfi Kolgjini. Finalen gick av staplen under Elitloppshelgen 2021 där finalen körs under namnet Treåringseliten. Han kom på tredjeplats i finalen av Breeders Course för 3-åriga under Elitloppshelgen 2021.

## Statistik
| Statistik för Aquarius Face (Ref.) | Statistik för Aquarius Face (Ref.) | Statistik för Aquarius Face (Ref.) | Statistik för Aquarius Face (Ref.) | Statistik för Aquarius Face (Ref.) | Statistik för Aquarius Face (Ref.) |
| ---------------------------------- | ---------------------------------- | ---------------------------------- | ---------------------------------- | ---------------------------------- | ---------------------------------- |
| Starter                            | Placeringar                        | Startprissumma                     | Segerprocent                       | Platsprocent                       | Rekord                             |
| 26                                 | 6-4-6                              | 1 832 060 kr                       | 23 %                               | 62 %                               | 13,5ak, 12,8am, 13,6al             |

### Större segrar
| År   | Lopp                     | Kusk            | Vinstbelopp | Grupp   |
| ---- | ------------------------ | --------------- | ----------- | ------- |
| 2020 | Breeders' Crown, 2-åriga | Adrian Kolgjini | 175 000 SEK | -       |
| 2022 | Europamatchen            | Adrian Kolgjini | 300 000 NOK | Grupp 2 |

### Starter
| #  | Datum             | Lopp                                                              | Bana       | Kusk            | Tid     | Distans | Plac. | Vinstbelopp |
| -- | ----------------- | ----------------------------------------------------------------- | ---------- | --------------- | ------- | ------- | ----- | ----------- |
| -  | 7 juli 2020       | Kvallopp                                                          | Jägersro   | Dante kolgjini  | 1.17,7  | 2 140 m | gdk   | 0 SEK       |
| 1  | 28 juli 2020      | Tvååringslopp                                                     | Jägersro   | Adrian Kolgjini | 1.14,0  | 1 640 m | 1     | 80 000 SEK  |
| 2  | 6 september 2020  | Uttagningslopp Breeders Course 2-åringar                          | Jägersro   | Adrian Kolgjini | 0       | 1 640 m | d     | 500 SEK     |
| 3  | 7 oktober 2020    | Breeders' Crown 2-åriga                                           | Åby        | Adrian Kolgjini | 1.14,8  | 1 640 m | 1     | 175 000 SEK |
| 4  | 24 oktober 2020   | Svampen Örebro                                                    | Örebro     | Adrian Kolgjini | 1.23,8a | 1 609 m | 0     | 500 SEK     |
| 5  | 4 november 2020   | Uttagningslopp Svensk Uppfödningslöpning                          | Jägersro   | Adrian Kolgjini | 0       | 1 640 m | d     | 500 SEK     |
| 6  | 9 december 2020   | Breeders' Crown 2-åriga                                           | Jägersro   | Lutfi Kolgjini  | 1.13,5a | 1 640 m | 2     | 87 500 SEK  |
| 7  | 17 januari 2021   | Prix Maurice de Gheest                                            | Vincennes  | Björn Goop      | 0       | 2 700 m | d     | 0 Euro      |
| 8  | 31 januari 2021   | Prix Leopold Verroken                                             | Vincennes  | Björn Goop      | 0       | 2 100 m | d     | 0 Euro      |
| 9  | 30 mars 2021      | Treåringstoppen                                                   | Jägersro   | Lutfi Kolgjini  | 1.14,3a | 2 140 m | 1     | 50 000 SEK  |
| 10 | 13 maj 2021       | Uttagningslopp Breeders Course 3-åringar                          | Jägersro   | Lutfi Kolgjini  | 1.13,9a | 2 140 m | 1     | 100 000 SEK |
| 11 | 30 maj 2021       | Breeders Course 3-åringar final                                   | Solvalla   | Lutfi Kolgjini  | 1.13,2a | 2 140 m | 3     | 250 000 SEK |
| 12 | 20 juni 2021      | Uttagningslopp Långa E3                                           | Eskilstuna | Lutfi Kolgjini  | d       | 2 140 m | d     | 0 SEK       |
| 13 | 26 juli 2021      | Sommarfavoriten                                                   | Solvalla   | Adrian Kolgjini | 1.14,3a | 2 640 m | 3     | 55 000 SEK  |
| 14 | 2 augusti 2021    | Breeders' Crown Treåriga H/V uttagningslopp                       | Mantorp    | Lutfi Kolgjini  | 1.14,8a | 2 140 m | 2     | 55 000 SEK  |
| 15 | 1 september 2021  | Count's Pride Pokalen                                             | Åby        | Adrian Kolgjini | 1.12,9a | 2 140 m | 2     | 50 000 SEK  |
| 16 | 10 september 2021 | Uttagningslopp Svenskt travkriterium                              | Solvalla   | Adrian Kolgjini | 1.13,6a | 2 640 m | 3     | 37 500 SEK  |
| 17 | 9 oktober 2021    | Europeiskt treåringschampionat                                    | Åby        | Adrian Kolgjini | 1.12,9a | 2 140 m | 3     | 125 000 SEK |
| 18 | 24 oktober 2021   | Breeders' Crown Treåriga H/V - Semifinal                          | Solvalla   | Adrian Kolgjini | 1.12,8a | 2 140 m | 2     | 75 000 SEK  |
| 19 | 7 november 2021   | Breeders' Crown Treåriga H/V - Final                              | Eskilstuna | Adrian Kolgjini | 1.15,9a | 2 140 m | 0     | 500 SEK     |
| 20 | 26 mars 2022      | Margaretas Tidiga Unghästserie - Fyraåringslopp Hingstar/Valacker | Solvalla   | Adrian Kolgjini | 1.13,5a | 2 140 m | 0     | 1 500 SEK   |
| 21 | 13 april 2022     | Pokaltestet - Fyraåringslopp                                      | Åby        | Adrian Kolgjini | 1.14,0a | 2 140 m | 5     | 10 000 SEK  |
| 22 | 22 april 2022     | Uttagningslopp Konung Gustaf V:s Pokal                            | Åby        | Adrian Kolgjini | 1.12,6a | 2 140 m | 1     | 100 000 SEK |
| 23 | 7 maj 2022        | Konung Gustaf V:s Pokal Final                                     | Åby        | Adrian Kolgjini | 1.12,1a | 2 140 m | 3     | 250 000 SEK |
| 24 | 29 maj 2022       | Elithingsten Maharajah - Tommy Hannés lopp - Fyraåringseliten     | Solvalla   | Adrian Kolgjini | 0       | 1 640 m | d     | 2 500 SEK   |
| 25 | 12 juni 2022      | Europamatchen                                                     | Bjerke     | Adrian Kolgjini | 1.12,6a | 2 100 m | 1     | 200 560 SEK |
| 26 | 22 juni 2022      | Prix Readly Express                                               | Solvalla   | Adrian Kolgjini | 1.11,7a | 2 140 m | 3     | 125 000 SEK |

## Stamtavla
| Efter Mosaique Face | Classic Photo      | S.J.'s Photo   | Photo Maker       |
| Efter Mosaique Face | Classic Photo      | S.J.'s Photo   | Sassy Jane        |
| Efter Mosaique Face | Classic Photo      | Classic Winner | American Winner   |
| Efter Mosaique Face | Classic Photo      | Classic Winner | Classic Somolli   |
| Efter Mosaique Face | Iona L.B.          | Supergill      | Super Bowl        |
| Efter Mosaique Face | Iona L.B.          | Supergill      | Winky's Gill      |
| Efter Mosaique Face | Iona L.B.          | Zenia L.B.     | Valley Victory    |
| Efter Mosaique Face | Iona L.B.          | Zenia L.B.     | Armbro Megan      |
| Undan Babsane Face  | Look de Star       | Coktail Jet    | Quouky Williams   |
| Undan Babsane Face  | Look de Star       | Coktail Jet    | Armbro Glamour    |
| Undan Babsane Face  | Look de Star       | Corte          | Lurabo            |
| Undan Babsane Face  | Look de Star       | Corte          | La Ville Au Clerc |
| Undan Babsane Face  | Keila des Jacquets | Defi d'Aunou   | Armbro Goal       |
| Undan Babsane Face  | Keila des Jacquets | Defi d'Aunou   | Nesmile           |
| Undan Babsane Face  | Keila des Jacquets | Cadence Gede   | Jiosco            |
| Undan Babsane Face  | Keila des Jacquets | Cadence Gede   | Heitida           |